# 碳酸铜
碳酸铜（英語：Cupric carbonate）是一种蓝绿色的铜盐，化学式为CuCO3。亮綠色孔雀石（CuCO3·Cu(OH)2）和蓝色石青（Cu3(CO3)2(OH)2）是天然存在的两种碱式碳酸铜。

## 制备及性质

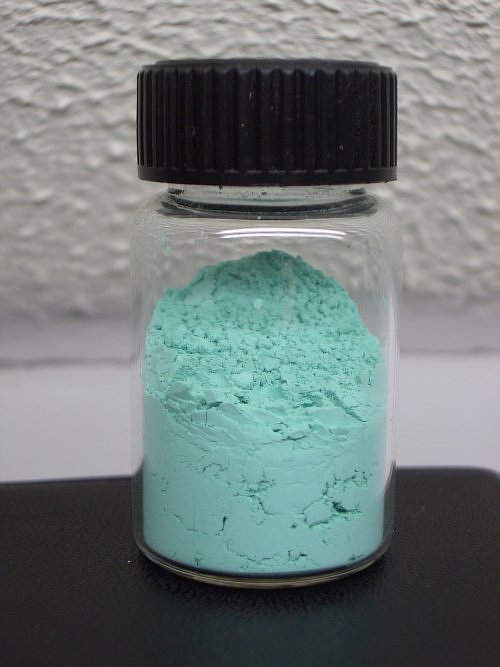
一小瓶碳酸铜

纯净的碳酸铜是灰色固体，可由草酸银加热得到二氧化碳，并使碱式碳酸铜于500 °C和2 GPa（20000 atm）加热来获得纯品。它具有单斜晶系的结构。
氢氧化铜溶于碳酸钾溶液生成深蓝色配位离子溶液。铜盐溶液与过量碳酸钾生成K2[Cu(CO3)2]（暗蓝色）、K2[Cu(CO3)2]·2H2O（亮蓝色）与K2[Cu(CO3)2]·4H2O（浅蓝绿色）。
也有人认为铜在潮湿空气中生成的铜锈是1:1的Cu(OH)2、CuCO3混合物，且碳酸铜加热分解为二氧化碳和氧化铜：
2Cu(s) + H2O(g) + CO2 + O2 → Cu(OH)2 + CuCO3(s)
CuCO3(s) → CuO(s) + CO2(g)

## 主要用途
制备其他铜盐。固体荧光粉激活剂。杀虫剂。种子处理杀菌剂。油漆颜碳酸铜无实际应用，碱式碳酸铜可用来制备其他铜盐、固体荧光粉激活剂、杀虫剂、种子处理杀菌剂、油漆颜料等